# Ernster
Ernster (luxembourgeois: Iernster) est une section de la commune luxembourgeoise de Niederanven située dans le canton de Luxembourg.